# 9K333 Verba

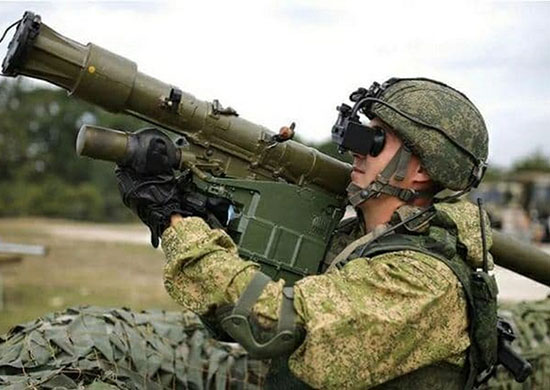
O MPAD Verba.

O 9K333 Verba ( em russo : Верба , "Willow") é um sistema portátil de míssil terra-ar infravermelho portátil de quarta geração russo . "9K333" é a designação GRAU russa do sistema. Seu nome de relatório da OTAN é SA-25.